# Wackersdorf
Wackersdorf ist eine Gemeinde im Oberpfälzer Landkreis Schwandorf. Der Ort erlangte durch die Proteste gegen die geplante, letztlich nicht realisierte Wiederaufarbeitungsanlage Wackersdorf weltweite Bekanntheit. Heute ist die ehemalige Bergbaugemeinde mit Murner See und Brückelsee als Kerngebiet des Oberpfälzer Seenlands ein Standort für Tourismus und Naherholung.

## Geographie

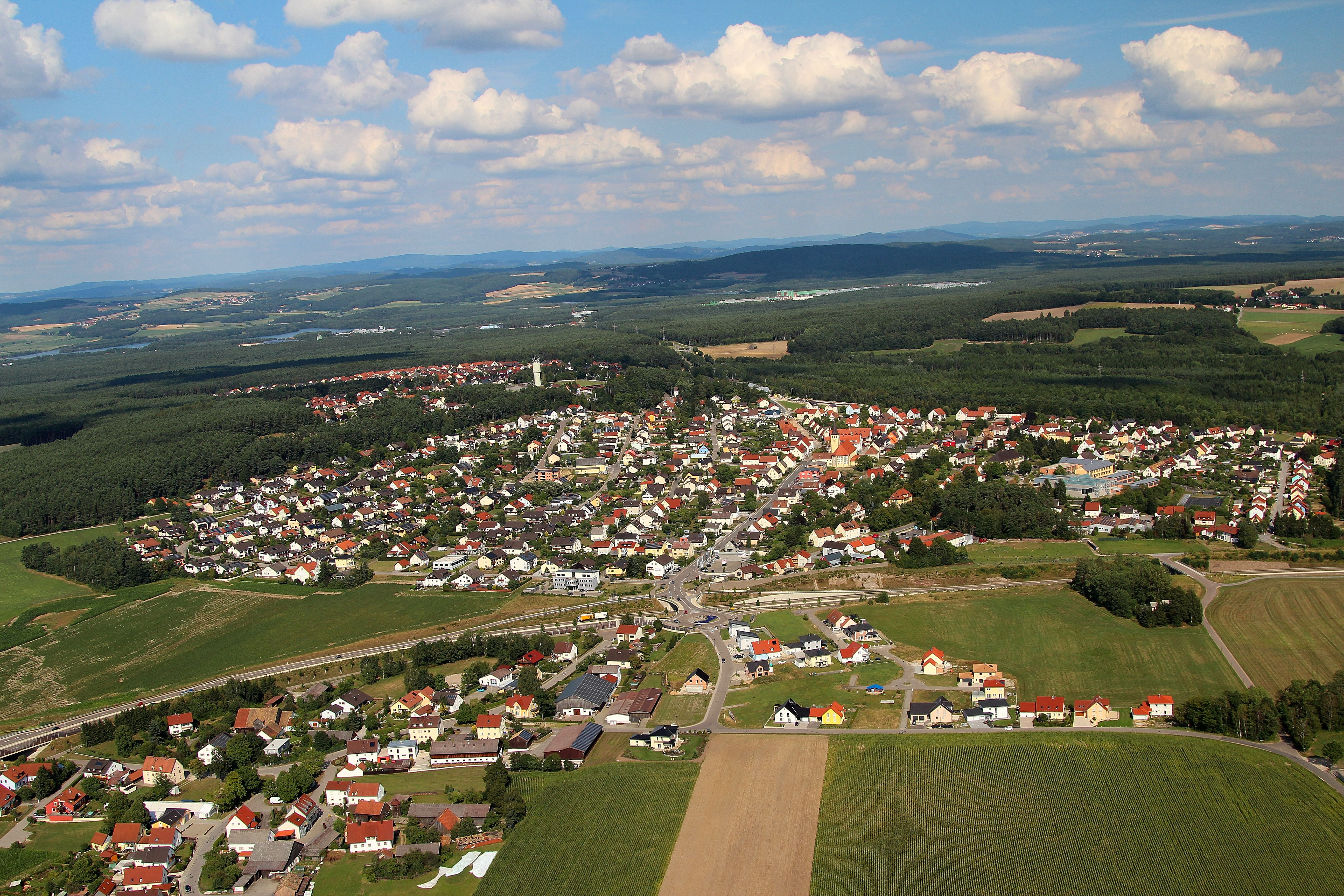
Wackersdorf (2013)

Wackersdorf liegt in der Region Oberpfalz-Nord in Ostbayern, ca. 90 km östlich von Nürnberg und knapp 40 km nördlich von Regensburg, und zählt zum Oberpfälzer Braunkohlerevier. Letzteres erstreckt sich von Pfreimd im Norden bis nach Regensburg im Süden und hat seinen Ursprung im Miozän. Alle wirtschaftlich erschließbaren Braunkohlevorkommen wurden bis in die 1980er Jahre gefördert.

### Nachbargemeinden
Die Nachbargemeinden (im Uhrzeigersinn) sind: Schwarzenfeld, Neunburg vorm Wald, Bodenwöhr, Steinberg am See und Schwandorf.
| Schwandorf 6 km | Schwarzenfeld 9 km                          | Neunburg vorm Wald 16 km |
| Schwandorf 6 km | Kompassrose, die auf Nachbargemeinden zeigt | Bodenwöhr 10 km          |
| Schwandorf 6 km | Steinberg am See 4 km                       | Bodenwöhr 10 km          |

### Gemeindegliederung
Die Gemeinde hat neun Gemeindeteile (in Klammern ist der Siedlungstyp angegeben):
- Alberndorf (Dorf)
- Grafenricht (Dorf)
- Heselbach (Kirchdorf)
- Imstetten (Weiler)
- Irlach (Dorf)
- Mappenberg (Weiler)
- Meldau (Dorf)
- Rauberweiherhaus (Dorf)
- Wackersdorf (Industrieort)

Es gibt die Gemarkungen Alberndorf, Rauberweiherhaus und Wackersdorf.

## Geschichte

### Bis zur Gemeindegründung
Durch Funde bei Bodenbewegungen für Baumaßnahmen wurden Reste einer vorgeschichtlichen Siedlung entdeckt. Die erste urkundliche Erwähnung geht auf das Jahr 1150 zurück. Der Chronist geht davon aus, dass die Gründung bereits vor der Jahrtausendwende lag.
Die Wackersdorfer Kirche wurde erstmals 1217 genannt, sie soll den Überlieferungen nach die Urpfarrei von Schwandorf gewesen sein. Um 1400 begann der Bau der Pfarrkirche St. Stephanus, die 1953 im Zuge der Umsiedlung abgetragen wurde. Mit der Reformationszeit von 1548 bis 1617 kamen auch für den Ort religiöse Neuerungen. Der katholische Glaube wurde 1618 wieder eingeführt; ab 1669 war Wackersdorf selbstständige Pfarrei.
Die ersten Ansätze zur industriellen Ausbeutung der Wackersdorfer Erdschätze gehen auf das Jahr 1800 zurück. Insgesamt sind 1801 verschiedene Gewerbetreibende aufgelistet. Im Jahr 1818 entstand die politische Gemeinde.

### 19. bis 21. Jahrhundert
Anfang des 19. Jahrhunderts entdeckte der Schneidermeister Andreas Schuster ein Braunkohle-Vorkommen, mit dessen Abbau um 1840 begonnen wurde. Bereits 1845 wurde es wieder still um die Wackersdorfer Braunkohle. Erst 1889 wurde der Bergbau wieder voll aufgenommen; 1906 gründete man die Bayerische Braunkohlen-Industrie AG (BBI). Die Zahl der Beschäftigten verdreifachte sich innerhalb der ersten drei Jahre. Es musste Wohnraum geschaffen werden. Ehe noch an eine Umsiedlung des Ortes gedacht wurde, entschied man sich für den Bau von „Kolonien“, kleinen Arbeitersiedlungen, in denen Mitarbeiter der BBI und ihre Familien Platz fanden. 1908/1909 entstand deshalb die Kolonie Ost unweit von Alt-Wackersdorf. Bis zur Schließung 1982 gab der Braunkohlentagebau der Gemeinde Wackersdorf das Gepräge, mit ihm kam der Aufschwung des kleinen Bauerndorfs.
Die „Umsiedlung des Dorfes Wackersdorf“ wurde erstmals in den Jahren 1923 und 1924 geplant, konnte damals aber nicht verwirklicht werden. Am 13. Oktober 1948 wurde die Verlegung von Alt-Wackersdorf endgültig entschieden. 1950 begann die Ablösung der Landwirte im Zuge der Umsiedlung. Zur gleichen Zeit setzte eine rege Bautätigkeit im Umsiedlungsgebiet „Neu-Wackersdorf“ ein. Am 6. Juli 1952 fanden die Konsekration der neuen Pfarrkirche St. Stephanus und die Einweihung von Neu-Wackersdorf statt. Ungefähr 1200 Einwohner konnten damals in diesem Baugebiet eine neue Heimat finden.
In den 1970er Jahren war Wackersdorf, bedingt durch den Kohleabbau, eine der reichsten Gemeinden Bayerns. 2013 war die Premiere von Erben des Tertiär, einem 80-minütigen Dokumentarfilm über die Geschichte Wackersdorfs vom Braunkohleabbau über die Auseinandersetzung um die atomare Wiederaufarbeitungsanlage (WAA) bis zur heutigen Kultur- und Freizeitlandschaft rund um das Seenland.

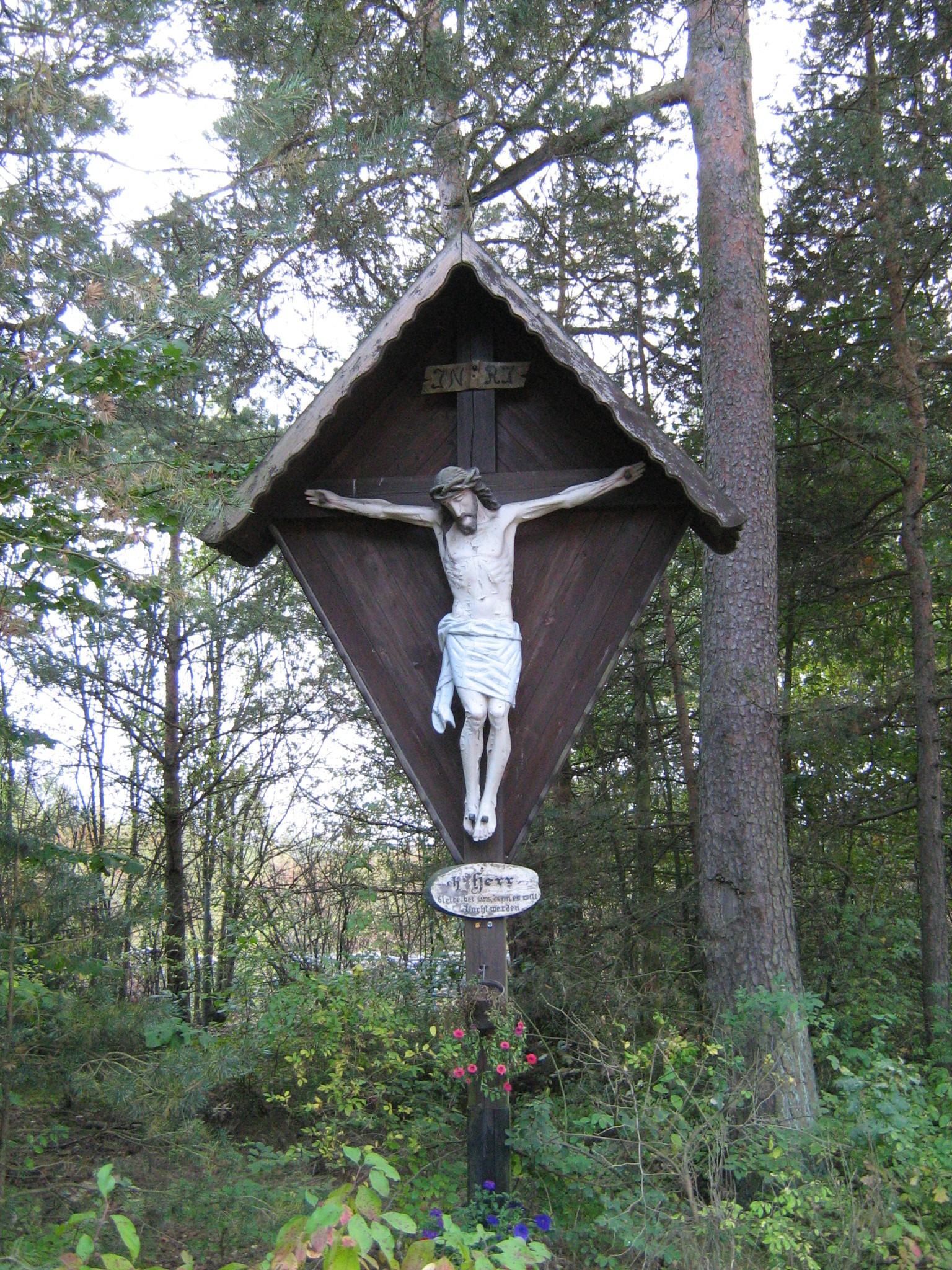
„Beim Roten Kreuz“: Westlich der WAW und unweit vom „Chaoten-Eck“ war ein beliebter Treffpunkt vieler Anti-WAA-Demonstranten.

### Eingemeindungen
Bis 1961 gehörte der heutige Gemeindeteil Heselbach zur Gemeinde Oder. Nach deren Auflösung ging die Ortschaft Oder selbst an die Gemeinde Steinberg am See, Heselbach wurde nach Wackersdorf eingemeindet. Im Zuge der Gebietsreform in Bayern kam im Jahre 1972 Alberndorf zur Gemeinde Wackersdorf. Bis dahin war es mit den Gemeindeteilen Höflarn, Imstetten, Irlach, Natermoos und Niederhof eine selbstständige Kommune. Im Jahre 1978 wurden Rauberweiherhaus (vorher Gemeinde Sonnenried) sowie Meldau und Mappenberg (vorher Gemeinde Altenschwand) eingegliedert.

### Einwohnerentwicklung
Zwischen 1988 und 2018 wuchs die Gemeinde von 3905 auf 5265 um 1360 Einwohner bzw. um 34,8 %.

### Wiederaufarbeitungsanlage Wackersdorf
Über die Zeit in den 1980er Jahren hinweg stand die Gemeinde im Mittelpunkt der Auseinandersetzungen um die umstrittene Wiederaufarbeitungsanlage Wackersdorf (WAA). Im Februar 1985 stimmte der Gemeinderat Wackersdorf der WAA zu. Im Mai 1985 wurde das bis dahin gemeindefreie WAA-Baugebiet überwiegend in die Gemeinde Wackersdorf eingegliedert. Nach Aufgabe dieses Projekts 1989 entstand auf den dafür vorgesehenen Flächen ein Industriepark.
Im Oktober 2018 kam der Spielfilm Wackersdorf von Oliver Haffner in die Kinos. Der Film zeigt u. a. den Widerstand der Bevölkerung und vornehmlich des damaligen Landrats Hans Schuierer gegen die WAA.

## Politik

### Gemeinderat
Nach der Wahl am 15. März 2020 hat der Gemeinderat von Wackersdorf 20 Mitglieder.
| Partei / Liste                               | Sitze |
| -------------------------------------------- | ----- |
| CSU – Christlich Soziale Union               | 7     |
| FW – Freie Wähler                            | 6     |
| SPD – Sozialdemokratische Partei Deutschland | 3     |
| Grüne – Bündnis 90/Die Grünen                | 2     |
| JU – Junge Union                             | 2     |

### Bürgermeister
Seit dem 7. Juni 2011 ist Thomas Falter (CSU) der 1. Bürgermeister der Gemeinde Wackersdorf; er wurde ohne Gegenkandidatur am 12. März 2017 mit 97,9 % der Stimmen für eine weitere Amtszeit gewählt.
In Wackersdorf gab es bis jetzt vier hauptamtliche Bürgermeister:
| Zeitraum                        | Hauptamtliche Bürgermeister       |
| ------------------------------- | --------------------------------- |
| 27. Januar 1946–13. Januar 1967 | Ludwig Simbeck (SPD)              |
| 1. Juni 1967–31. Mai 1993       | Josef Ebner (erst SPD, später UW) |
| 7. Juni 1993–6. Juni 2011       | Alfred Jäger (FW)                 |
| seit 7. Juni 2011               | Thomas Falter (CSU)               |

### Wappen
| | Blasonierung: „In blau auf goldenem Boden ein goldener Laubbaum, dessen Stamm von schräg gekreuzten silbernem Schlägel und silbernem Eisen überdeckt ist.“ |
| Wappenbegründung: Die gekreuzten Schlägel und Eisen weisen auf die montanwirtschaftliche Entwicklung des Ortes hin, wo seit 1906 die Braunkohlengewinnung im Tagebau betrieben wurde, während der heraldische Laubbaum auf die im Zuge umfangreicher Rekultivierungsmaßnahmen vorgenommene Wiederbegrünung der Landschaft hindeutet. | |

Neben dem traditionellen Wappen führt die Gemeinde Wackersdorf seit Anfang 2016 Logo und Schriftzug im eigenen Corporate Design.

### Gemeindepartnerschaft
- Alberndorf in der Riedmark in Österreich: Seit 2001 unterhält Wackersdorf diese Gemeindepartnerschaft. Am 22. April 2001 wurde sie offiziell in Wackersdorf und am 17. Juni 2001 in Alberndorf unterzeichnet. Die Zusammenarbeit erfolgt auf kommunaler, gesellschaftlicher und Vereins-Ebene. Ein enges freundschaftliches Verhältnis zwischen beiden Gemeinden bestand bereits vorher.[17]

## Sehenswürdigkeiten
- Heimat- und Industriemuseum: Es ist im Laborgebäude des ehemaligen Bergbau-Unternehmens Bayerische Braunkohlen-Industrie AG (BBI) untergebracht.[18][19]

## Natur
- Naturschutzgebiet Charlottenhofer Weihergebiet
- Die Gemeinde Wackersdorf wird mittlerweile auch im Geotopkataster Bayern geführt, eine am Bayerischen Landesamt für Umwelt geführte Datenbank, da in Wackersdorf das 99. der 100 wichtigsten bayerischen Geotope als erdgeschichtliches Zeugnis zu Tage tritt.[20]

## Tourismus
- Oberpfälzer Seenland mit Murner See und der Brückelsee:

Nach der Stilllegung der Braunkohle-Tagebauen in der Region wurden die dadurch entstandenen Gruben geflutet, wodurch das Oberpfälzer Seenland entstand. Im Bereich Wackersdorfs sind so unter anderem der Murner See und der Brückelsee entstanden. Mit ihrer Gesamtfläche von rund 240 Hektar werden diese von Badegästen, Tauchern, Wassersportlern, Surfern und Campern genutzt. Um die Seen herum haben sich ein weit verzweigtes Wegenetz für Wanderer und Fahrradfahrer sowie weitere touristische Angebote entwickelt, wie die größte Go-Kart-Anlage Deutschlands (auf der seit 2011 schon mehrfach die Kart-Weltmeisterschaft ausgetragen wurde) und unterschiedliche Spiel- und Erlebnisanlagen wie der „Erlebnispark Wasser-Fisch-Natur“. Im Jahr 2018 verzeichneten die rund 30 ortsansässigen Ferienhäuser, Unterkünfte und Pensionen sowie der Campingplatz über 50.000 Übernachtungen.

## Wirtschaft und Infrastruktur
Nach Stilllegung der Braunkohlenindustrie und nach Ablehnung der atomaren Wiederaufarbeitungsanlage wurde der Industriestandort Wackersdorf durch gezielte Ansiedlungspolitik mit Unterstützung der Bayerischen Staatsregierung und der Energiewirtschaft besiedelt. Konzerne wie BMW, Sennebogen oder auch Gerresheimer sind neben vielen Zulieferfirmen für die Automobilindustrie und weiteren mittelständischen Betrieben Arbeitgeber für rund 6.000 (Stand 2018) Personen, wovon rund 90 % auf Einpendler entfallen.
Im Jahr 2022 erzielte Wackersdorf Einnahmen aus der Gewerbesteuer in Höhe von 13,84 Millionen Euro. Mit einem Gewerbesteuerhebesatz von 350 % zählt die Gemeinde zu den steuerlich attraktiveren Standorten Deutschlands.

## Verkehr
Bahn
Der Betriebsbahnhof Wackersdorf (Obpf.) liegt an der Bahnstrecke Schwandorf–Furth im Wald. Bis 1984 hielten dort auch Personenzüge.
Straße
- Bundesautobahn 93: Die Gemeinde Wackersdorf liegt direkt an der Bundesautobahn 93 zwischen Regensburg und Weiden.
- Bundesstraße 85: Die Bundesstraße 85 führt zwischen Amberg und Cham direkt durch das Gemeindegebiet.
- Bundesautobahn 6: Über A 93 oder B 85 ist die Bundesautobahn 6 zwischen Pilsen und Nürnberg jeweils in gut 20 Minuten erreichbar.

## Bildung
Die Gemeinde verfügt über folgende Bildungs-, Erziehungs- und Betreuungseinrichtungen:
- drei Kindergärten
- Grund- und Mittelschule

Im alten Grundschulgebäude, das zu den ältesten Bauten der Gemeinde zählt, ist seit Januar 2017 das Mehrgenerationenhaus mit Bibliothek beheimatet.

## Persönlichkeiten
Ehrenbürger:
Wackersdorf hat vier Personen zu Ehrenbürgern ernannt (Stand Ende 2016); sie erhielten die Ehrung für ihren Einsatz bei der Ansiedlung von Unternehmen nach dem Scheitern der WAA Wackersdorf.
- Josef Geller (1909), Bergwerksdirektor
- Jochen Holzer (1991)
- Gert Wölfel (1991)
- Udo Geflitter (1998)

## Bilder

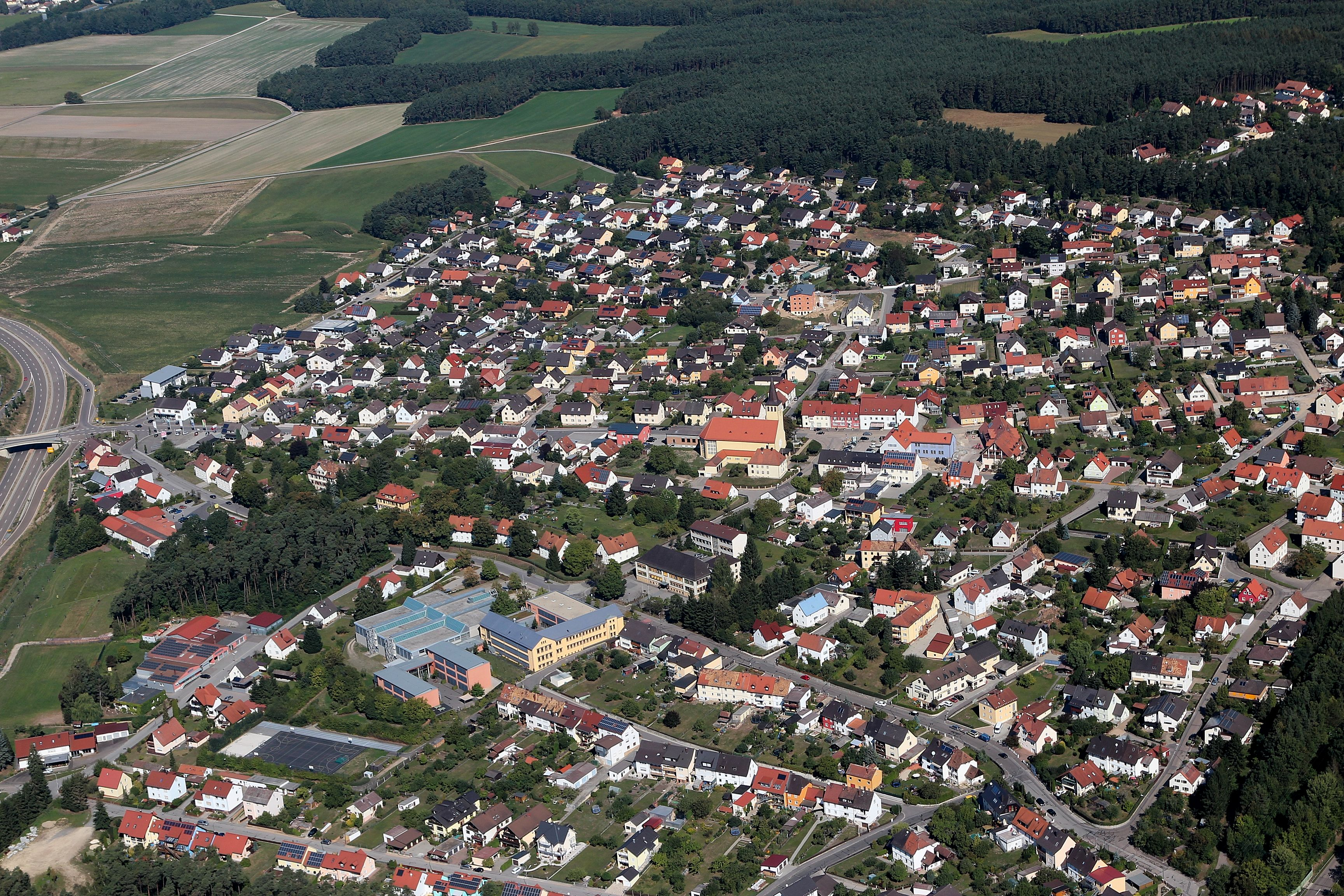
Wackersdorf (2013)
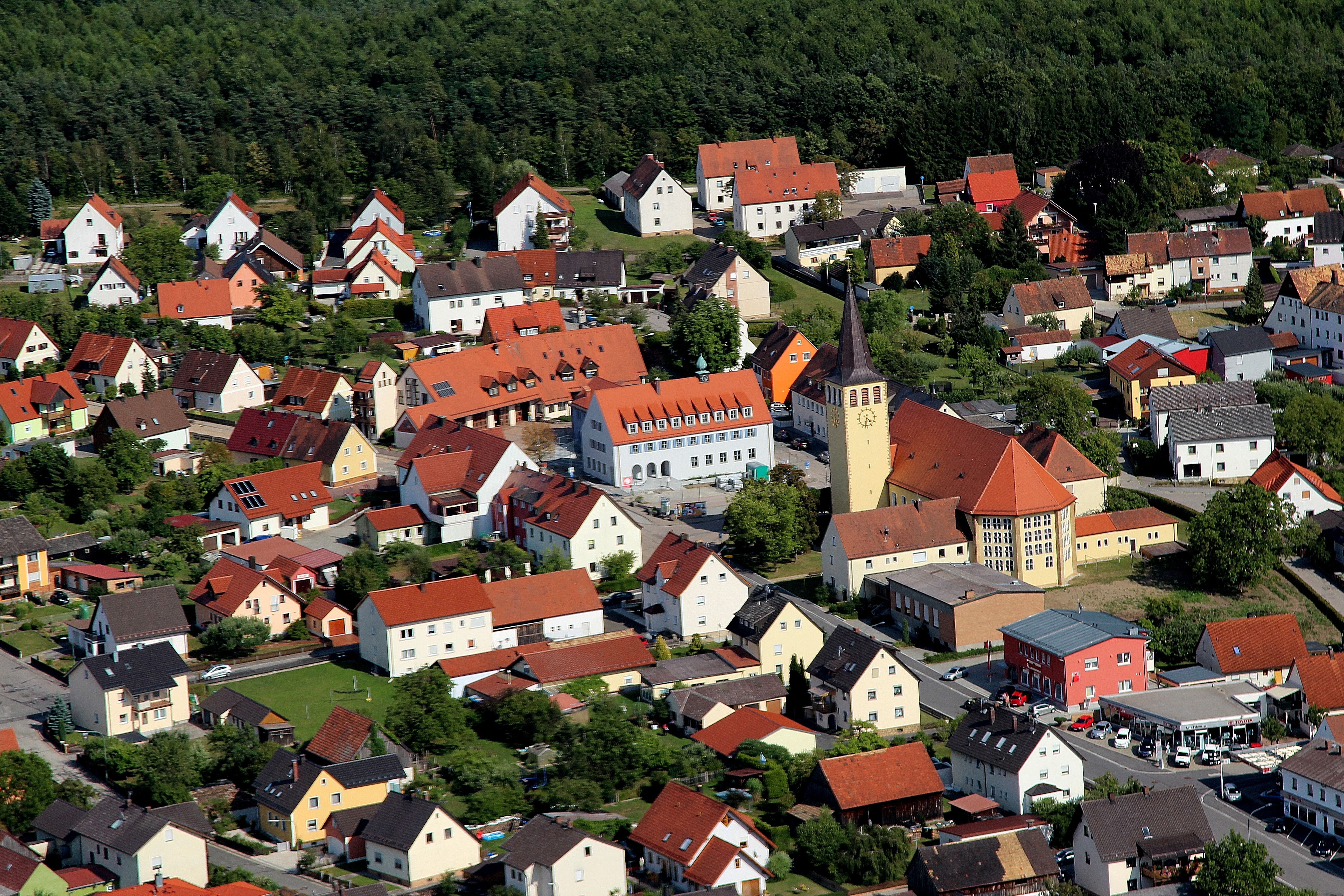
Ortskern mit Pfarrkirche St. Stephanus (2013)
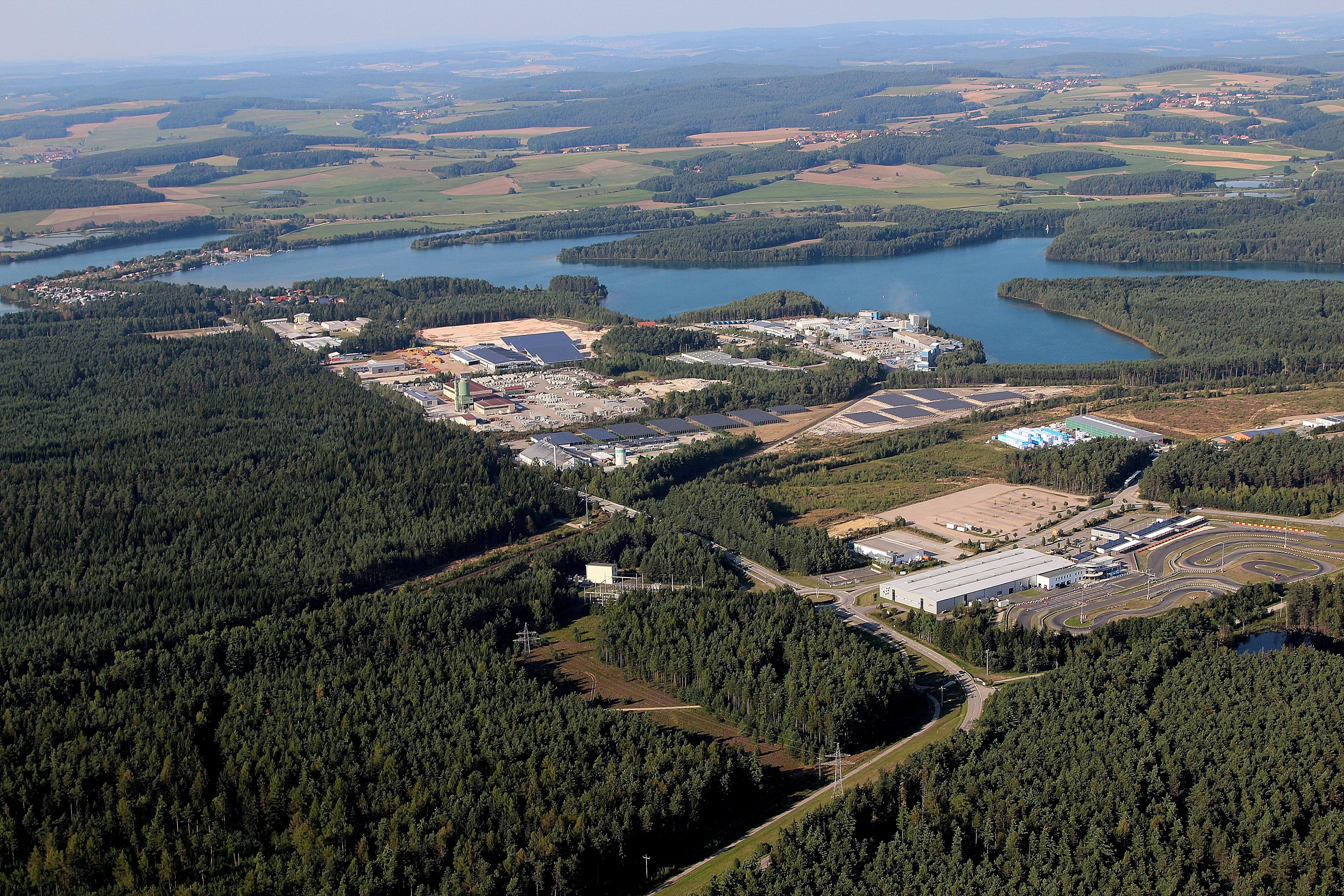
Industriegebiet Nord (2013)
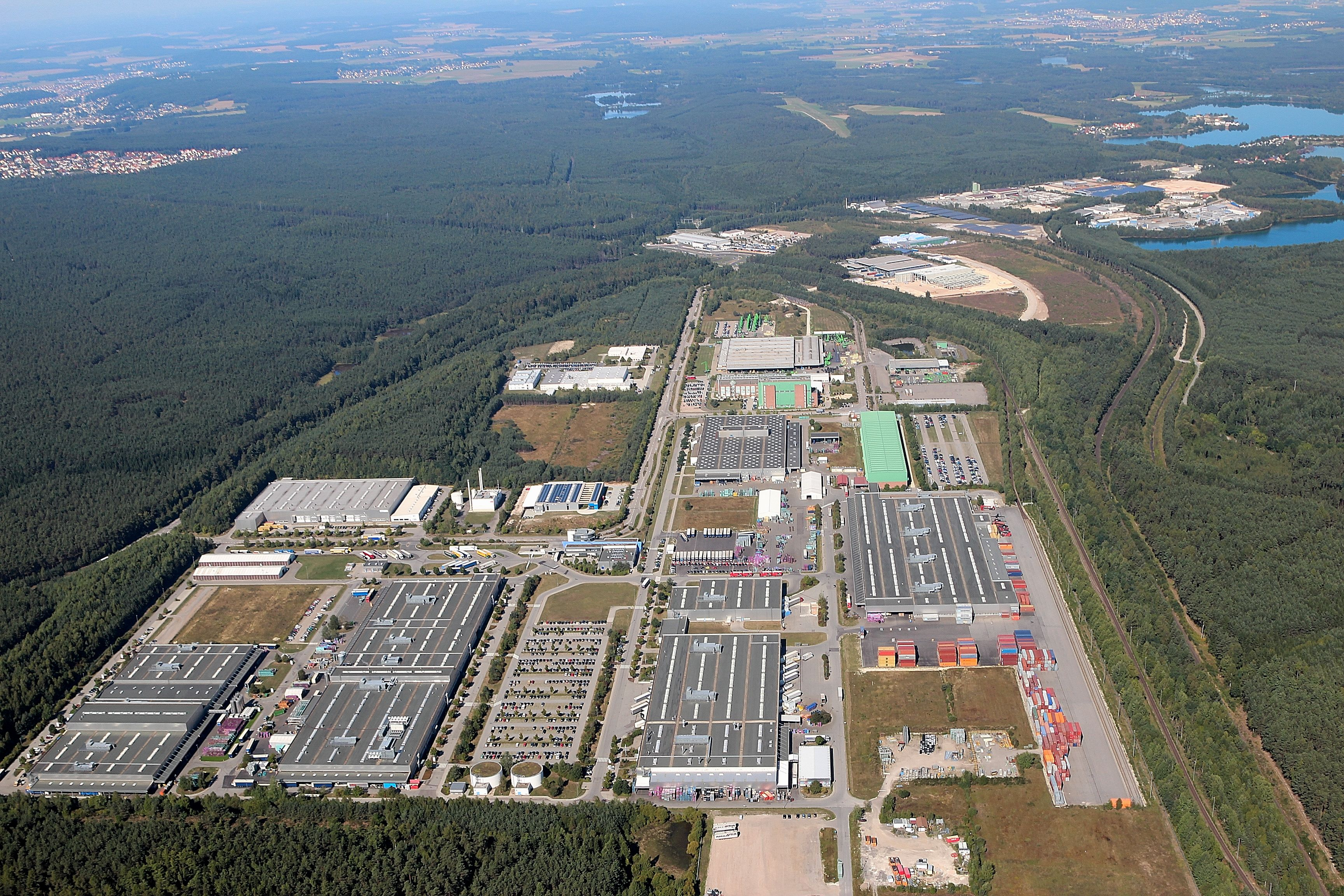
Gewerbegebiet Westlicher Taxöldener Forst (2013)
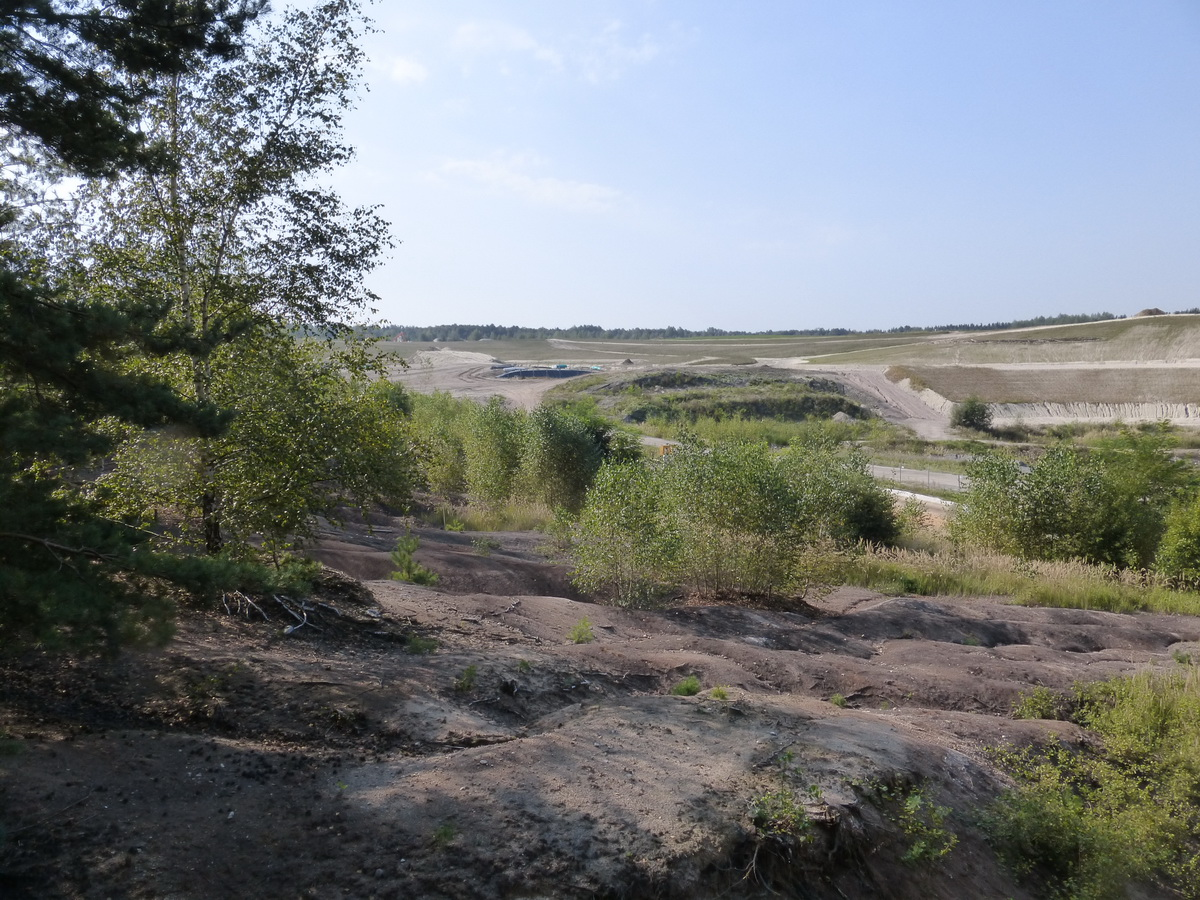
Aufgeschlossenes Braunkohleflöz
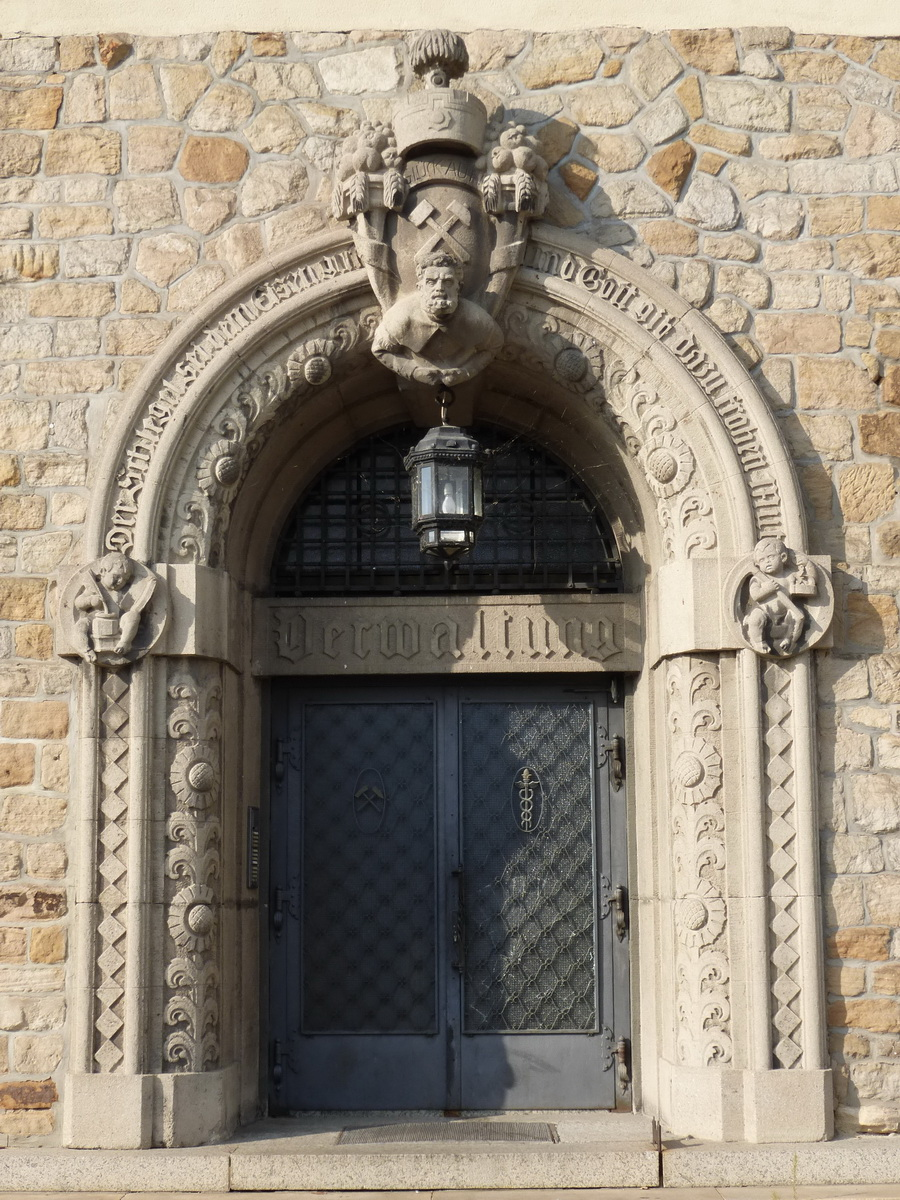
Haupteingang zum Verwaltungsgebäude der BBI